# Diplosentis manteri
Diplosentis manteri är en hakmaskart som beskrevs av Gupta och Fatma 1979. Diplosentis manteri ingår i släktet Diplosentis och familjen Diplosentidae. Inga underarter finns listade i Catalogue of Life.